# 모노노 아와레
모노노 아와레(일본어: 物の哀れ)란 일본 헤이안 시대의 왕조문학을 이해하는 데 있어서 중요한 문학적 미적 개념, 미의식의 하나이다. 직역 또는 의역하여 사물의 슬픔, 비애의 정등의 의미를 갖는다. 보고 듣고 만지는 사물에 의해 촉발되는 정서와 애수, 일상과 유리된 사물 및 사상과 접했을 때, 마음의 깊은 곳에서 흘러나오는 적막하고 쓸쓸하면서 어딘지 모르게 슬픈 감정등을 말한다.
에도 시대의 대표적인 국학자인 모토오리 노리나가가 겐지모노가타리를 언급하면서 처음으로 주창하여 겐지 이야기를 모노노아와레의 정점에 있는 작품으로 평가하였다.
에도시대에는 유교의 영향에 의해 유교의 권선징악이라는 개념에 의해 헤이안 시대의 문학을 평가하는 시기가 있었다. 모노노아와레는 그러한 유교적 기준을 부정하고 일본고유의 미의식의 재발견이라는 목적하에 제시된 개념이었다.

## 같이 보기
- 멜랑콜리아
- 바니타스화